# Фторид хрома(V)
Фторид хрома(V) — неорганическое соединение, соль металла хрома и плавиковой кислоты с формулой СrF5, красное аморфное вещество, реагирует с водой.

## Получение
- Реакция хрома и фтора под давлением с последующим быстрым охлаждением до -150°С:

{\displaystyle {\mathsf {3Cr+8F_{2}\ {\xrightarrow {400^{o}C,p}}\ 2CrF_{5}+CrF_{6}}}}
- Действие фтора на оксид хрома(VI):

{\displaystyle {\mathsf {2CrO_{3}+5F_{2}\ {\xrightarrow {300^{o}C}}\ 2CrF_{5}+3O_{2}}}}

## Физические свойства
Фторид хрома(V) образует красное аморфное вещество.

## Химические свойства
- Реагирует с водой:

{\displaystyle {\mathsf {3CrF_{5}+11H_{2}O\ {\xrightarrow {}}\ Cr(OH)_{3}\downarrow +2H_{2}CrO_{4}+15HF\uparrow }}}
- Окисляет концентрированную горячую соляную кислоту:

{\displaystyle {\mathsf {2CrF_{5}+5HCl\ {\xrightarrow {90^{o}C}}\ CrCl_{3}+Cl_{2}\uparrow +5HF\uparrow }}}
- Реагирует с концентрированными щелочами:

{\displaystyle {\mathsf {3CrF_{5}+22NaOH\ {\xrightarrow {}}\ Na_{3}[Cr(OH)_{6}]+2Na_{2}CrO_{4}+15NaF+8H_{2}O}}}
- С фторидом сурьмы образует комплекс (существование его подвергается сомнению):

{\displaystyle {\mathsf {CrF_{5}+2SbF_{5}\ {\xrightarrow {}}\ [CrF_{4}^{+}][Sb_{2}F_{11}^{-}]}}}
- С фторидами щелочных металлов образует комплексы:

{\displaystyle {\mathsf {CrF_{5}+CsF\ {\xrightarrow {}}\ Cs[CrF_{6}]}}}
- При температуре 130 °C в течение 5 месяцев разлагается на β-форму фторида хрома(IV):

{\displaystyle {\mathsf {2CrF_{5}\ {\xrightarrow {130^{o}C}}\ 2CrF_{4}+F_{2}}}}